# Immaginario Scientifico - Museo della Scienza

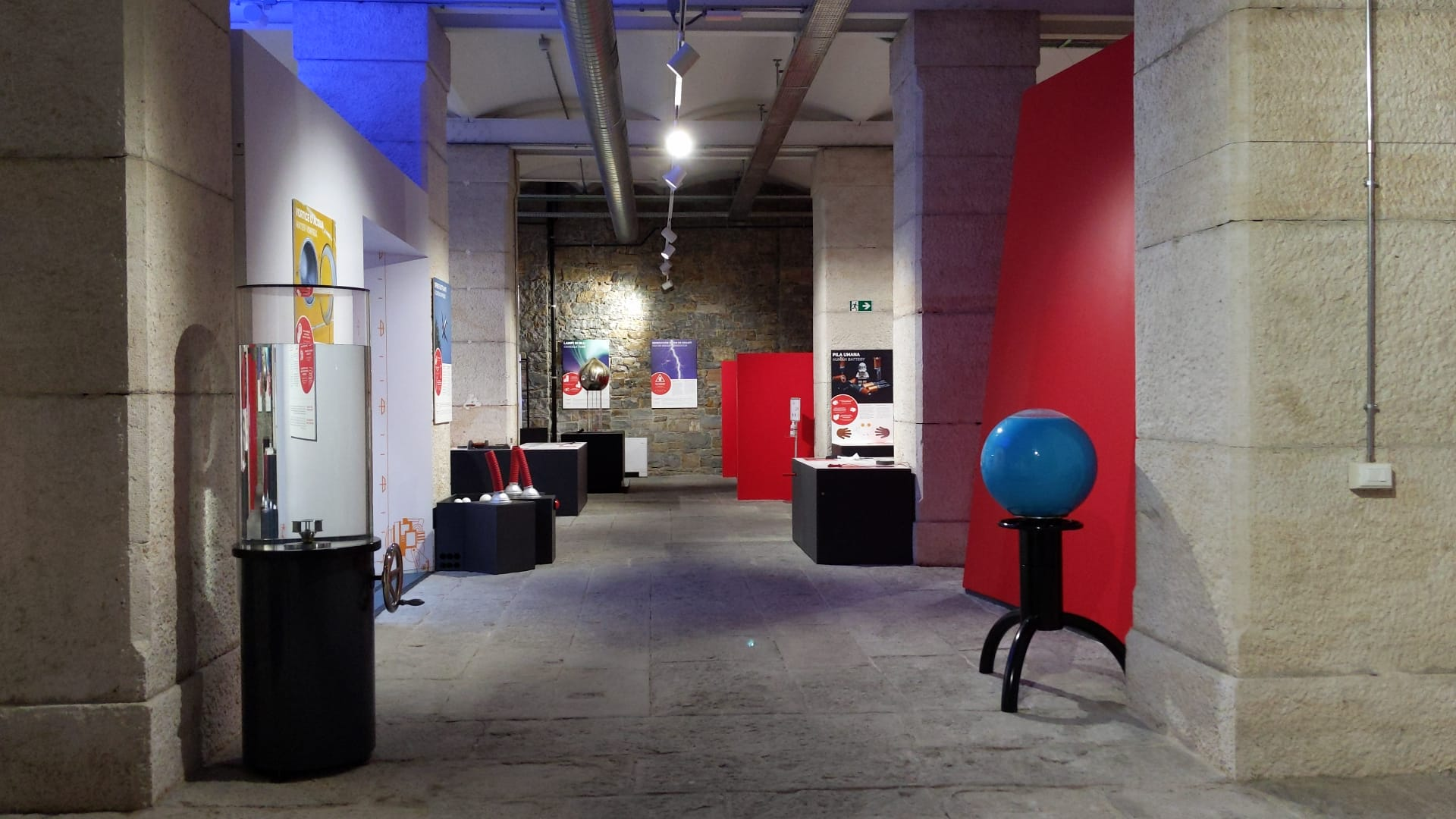
La sezione Fenomena dell'Immaginario Scientifico di Trieste, al Magazzino 26

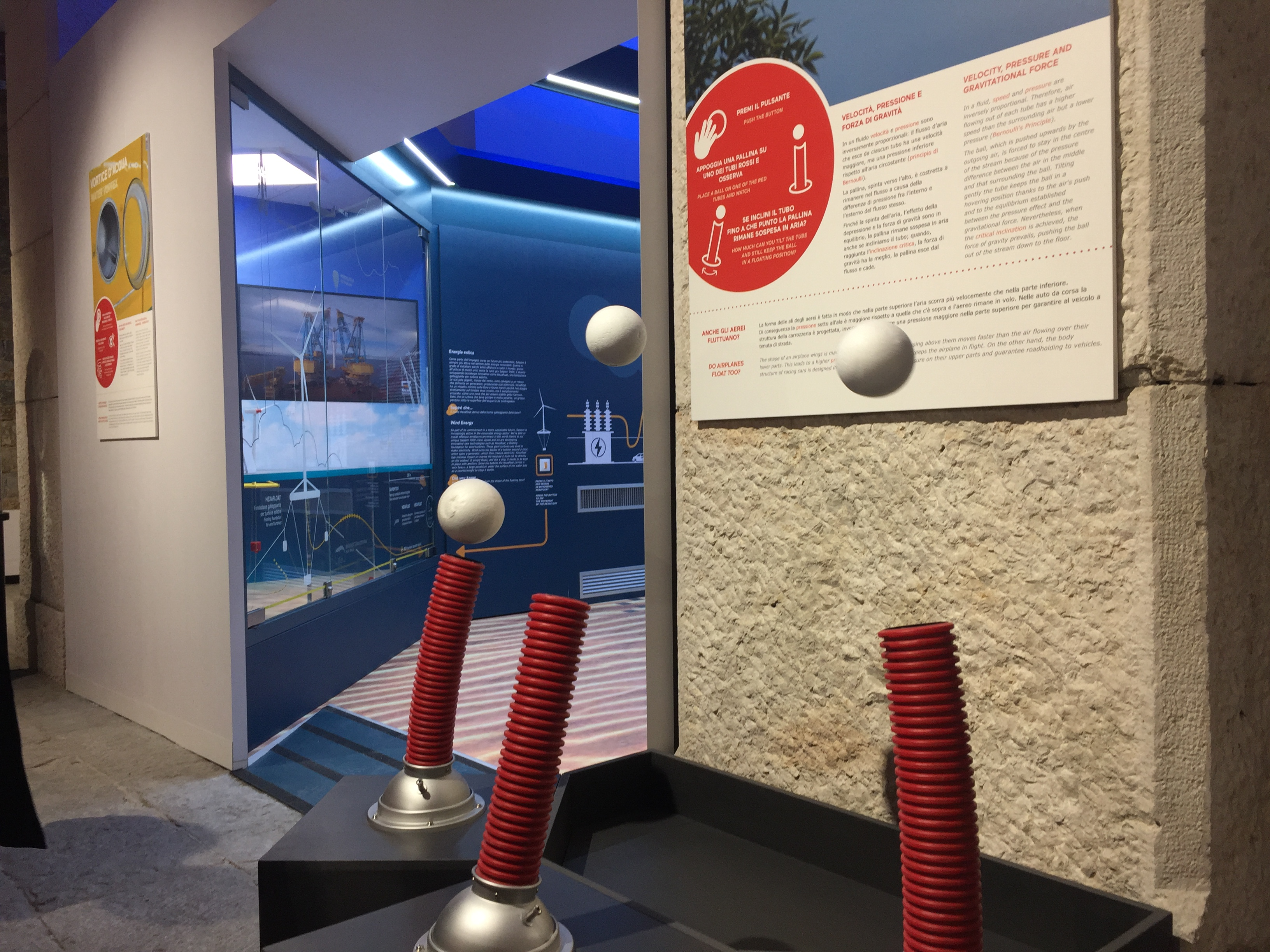
L'exhibit hands-on "Sfere fluttuanti", all'Immaginario Scientifico di Trieste

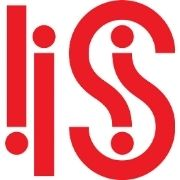
Immaginario Scientifico - Il nuovo logo

Immaginario Scientifico - Museo della Scienza (IS), precedentemente noto come Science Centre Immaginario Scientifico, è un museo della scienza interattivo e sperimentale, con sedi a Trieste e a Pordenone.
L'IS appartiene alla tipologia dei "musei di nuova generazione", ovvero dei science centre di scuola anglosassone. Il centro adotta infatti le peculiari tecniche espositive proprie dei musei interattivi, con la presenza di postazioni interattive (exhibit hands-on) che invitano il pubblico a sperimentare e “toccare con mano” i fenomeni naturali, e con l'utilizzo di metodologie di animazione didattica informale, ovvero laboratori tematici, interattivi e di tinkering.

## Storia
L'Immaginario Scientifico di Trieste nasce nel 1985, a seguito della mostra Trouver Trieste di Parigi, dove inaugurò nel 1986 la "Geode" della "Villette des sciences", l'Immaginario Scientifico dal 1999 è diventato un science centre, con la prima sede permanente a Trieste, presso il Centro internazionale di fisica teorica, con l'intento di promuovere una divulgazione della scienza.
Nel 2020 l'Immaginario Scientifico di Grignano chiude, per riaprire nella nuova sede al Magazzino 26 del Porto Vecchio. Il nuovo museo è frutto di un progetto articolato che prevede il riuso degli spazi storici e la valorizzazione della collezione del museo. È il risultato un imponente percorso di creazione di nuovi contenuti e di nuove modalità multimediali, immersive e coinvolgenti di fruizione e di racconto della scienza che nasce negli Enti di Ricerca del “Sistema Trieste”, e dell’innovazione che alcune eccellenze imprenditoriali del territorio hanno sviluppato.
Nel 2011 l'Immaginario Scientifico apre la seconda sede sul territorio regionale del Friuli Venezia Giulia, a Pordenone, nelle tintorie dell'ex Cotonificio di Torre.